# Hylaeus xanthocephalus
Hylaeus xanthocephalus är en biart som först beskrevs av Carlos Schrottky 1906.  Hylaeus xanthocephalus ingår i släktet citronbin, och familjen korttungebin. Inga underarter finns listade i Catalogue of Life.